# Alejandra Valencia
Alejandra Valencia (Hermosillo, 17 ottobre 1994) è un'arciera messicana, che ha partecipato a quattro Olimpiadi, vincendo la medaglia di bronzo nella gara a squadre miste ai Giochi di Tokyo e il bronzo nella gara a squadre femminile ai Giochi di Parigi.

## Carriera sportiva
Alejandra Valencia ha dimostrato interesse per lo sport fin da piccolissima. Dopo aver avuto occasione di provare diverse discipline, si è appassionata al tiro con l'arco, ricevendo l'incoraggiamento della sua famiglia. Ha partecipato alla sua prima gara internazionale a Phoenix all'età di 9 anni
Nel 2011 ha fatto il suo debutto ai Giochi panamericani di Guadalajara vincendo due medaglie d'oro, la prima una nella gara a squadre con le compagne Mariana Avitia e Aída Román e la seconda nell'individuale, dove in finale ha battuto la statunitense Miranda Leek.

### L'Olimpiade di Londra 2012
Nel 2012, a 17 anni, ha partecipato alla sua prima Olimpiade ai Giochi di Londra dove si è classificata tredicesima nella fase di qualificazione dell'individuale per poi fermarsi ai sedicesimi di finale. Nella competizione a squadre il team messicano, che comprendeva anche Aída Román e Mariana Avitia, è stato battuto ai quarti di finale dal Giappone.

### L'Olimpiade di Rio 2016
Alle Olimpiadi del 2016 a Rio de Janeiro, Alejandra Valencia nell'individuale è riuscita a battere a sorpresa la favorita Choi Mi-sun nei quarti di finale per perdere poi la semifinale contro la medaglia d'argento tedesca Lisa Unruh. Nella finale per la medaglia di bronzo è stata battura dalla coreana Ki Bo-bae, medaglia d'oro di Londra 2012. Nella competizione a squadre, il Messico è stato eliminato ancora una volta nei quarti di finale.
Ad agosto 2017 ha preso parte all'Universiade svoltasi a Taipei vincendo il bronzo sia nella gara individuale che in quella a squadre miste, in coppia con Jorge Nevarez.

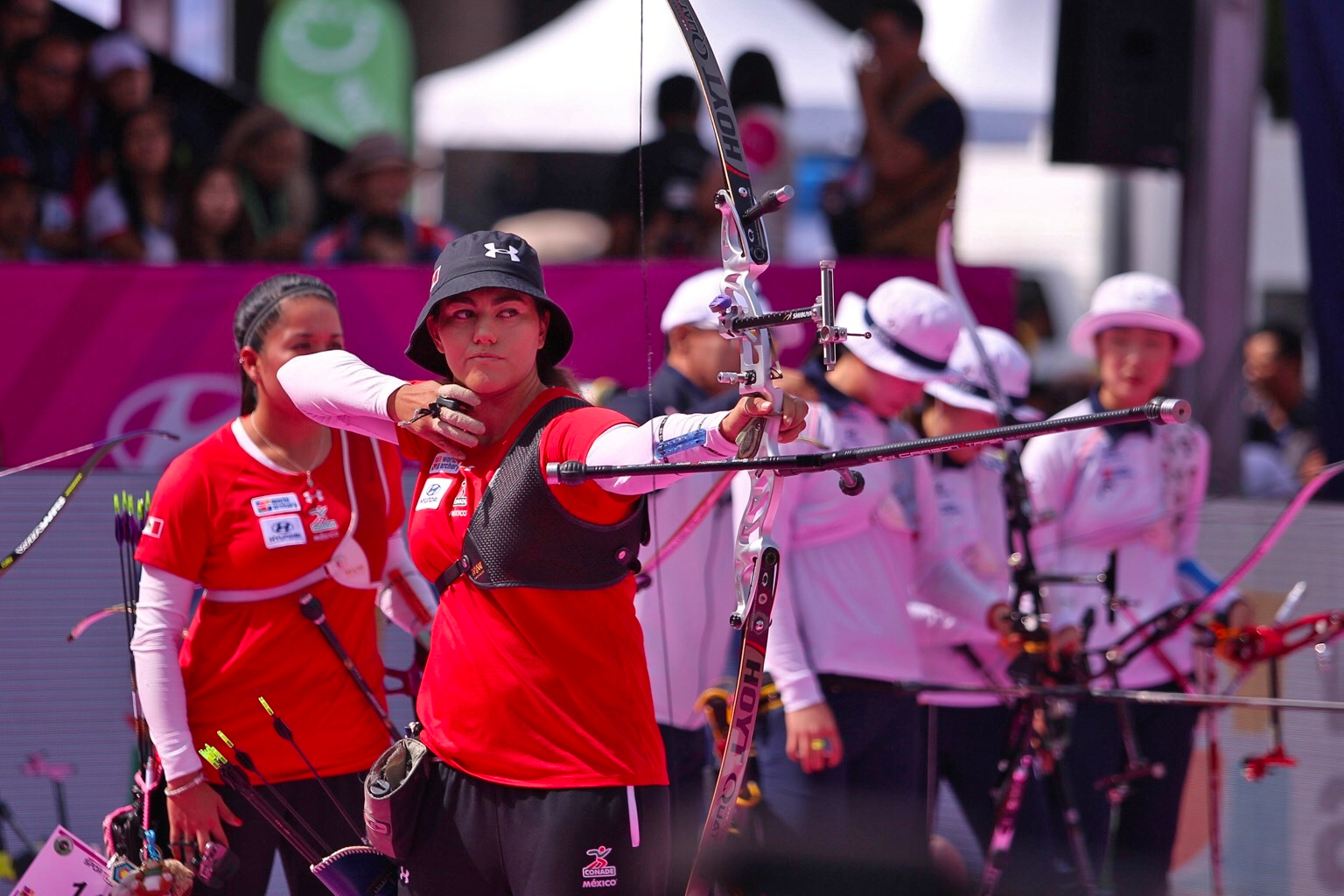
Alejandra Valencia ai Campionati mondiali di tiro con l'arco 2017

Nell'ottobre di quello stesso anno ha partecipato ai Campionati mondiali di tiro con l'arco che si sono svolti in casa, a Città del Messico. Lei e le compagne di squadra Mariana Avitia e Aída Román hanno raggiunto la finale della competizione a squadre femminile dove hanno affrontato le campionesse in carica della Corea del Sud. Nonostante un buon inizio, le messicane si sono aggiudicate solo la medaglia d'argento non essendo riuscite a superare le sudcoreane, che hanno registrato il loro tredicesimo titolo nella gara a squadre.
Ai Giochi panamericani del 2019, svoltisi a Lima, è tornata a conquistare l'oro nell'individuale, battendo in finale la statunitense Khatuna Lorig, dopo la delusione del mancato ingresso in finale del 2015.

### L'Olimpiade di Tokyo 2020
Valencia nel 2020 si è qualificata nuovamente per rappresentare il Messico alle Olimpiadi di Tokyo, dove ha partecipato alla prima gara di tiro con l'arco a squadre miste svoltasi in una Olimpiade in coppia con l'arciere Luis Álvarez. Valencia e Álvarez hanno superato facilmente Germania e Gran Bretagna ma sono stati sconfitti in semifinale dai coreani An San e Kim Je-deok. Nella finale per il bronzo hanno affrontato e battuto la Turchia vincendo la prima medaglia dell'Olimpiade per il Messico. Nell'individuale, pur piazzandosi quarta nella fase di qualificazione, è stata battuta nei quarti dalla statunitense Mackenzie Brown.
Due mesi dopo, ai Campionati mondiali di tiro con l'arco 2021 svoltisi a Yankton, negli Stati Uniti, Alejandra Valencia ha vinto la medaglia d'argento nella gara a squadre femminile insieme alle compagne Aída Román e Ana Paula Vázquez perdendo la finale contro la squadra sudcoreana.
Nell'agosto 2023 Valencia ha partecipato ai Campionati mondiali di tiro con l'arco di Berlino dove, qualificatasi come testa di serie nell'individuale nonostante il vento e la pioggia sul campo di gara, ha raggiunto la finale venendo però battuta a sorpresa da Marie Horáčková della Repubblica Ceca. Nella gara a squadre, con Aída Román e Ángela Ruiz, ha vinto la medaglia di bronzo battendo il team dei Paesi Bassi nella finale per il terzo posto.
A novembre dello stesso anno si sono svolti i XIX Giochi panamericani a Santiago del Cile ai quali Alejandra Valencia ha partecipato per la quarta volta. Nel ranking round è risultata prima con 674 punti, lo stesso punteggio di Casey Kaufhold ma con maggior numero di centri. Nella gara ad eliminazione non ha praticamente avuto rivali e, arrivata in finale, ha battuto la brasiliana Ana Machado, arrivando sul gradino più alto del podio. È divenuta il primo arciere della storia a vincere l'oro individuale in tre edizioni dei Giochi panamericani.

### L'Olimpiade di Parigi 2024
Quella di Parigi è stata la quarta edizione dei Giochi Olimpici ai quali Alejandra Valencia ha preso parte. Nella gara a squadre femminile ha giocato in team con le più giovani Ángela Ruiz e Ana Paula Vázquez. Le messicane hanno incontrato e battuto nei quarti la squadra tedesca per poi perdere in semifinale contro la Cina che era la seconda testa di serie. Nella finale per il terzo posto Valencia e le compagne, sostenute calorosamente dai tifosi messicani, hanno agevolmente superato la squadra dei Paesi Bassi aggiudicandosi la medaglia di bronzo. Nella competizione individuale si è classificata all'ottavo posto del ranking round ed è arrivata fino ai quarti di finale dove ha incontrato la coreana Lim Si-hyeon che l'ha eliminata in una partita emozionante decisa all'ultimo game. Lim Si-hyeon, che era testa di serie del torneo, si è poi aggiudicata la medaglia d'oro.

## Palmarès
- Giochi olimpici

 Bronzo nella gara a squadre miste a Tokyo 2020
 Bronzo nella gara a squadre femminile a Parigi 2024
- Campionati mondiali di tiro con l'arco

 Argento nella gara a squadre femminile a Città del Messico 2017
 Argento nella gara a squadre femminile a Yankton 2021
 Argento nella gara individuale a Berlino 2023
 Bronzo nella gara a squadre femminile a Berlino 2023
- Giochi panamericani

 Oro nella gara individuale a Guadalajara 2011
 Oro nella gara a squadre femminile a Guadalajara 2011
 Argento nella gara a squadre femminile a Toronto 2015
 Oro nella gara individuale a Lima 2019
 Argento nella gara a squadre femminile a Lima 2019
 Bronzo nella gara a squadre miste a Lima 2019
 Oro nella gara individuale a Santiago 2023
 Argento nella gara a squadre femminile a Santiago 2023
 Bronzo nella gara a squadre miste a Santiago 2023
- Universiadi

 Bronzo nella gara individuale a Taipei 2017
 Bronzo nella gara a squadre femminile a Taipei 2017